# جزء بن مالك
جَزْء بن مالك بن عامر (المتوفي سنة 12 هـ) صحابي من الأنصار من بني جحجبا بن كُلفة من الأوس، قيل اسمه جرو بن مالك، وقيل: جرْوَل، وقيل: الحُرُّ بن مَالِك، شهد مع النبي محمد غزوة أحد، ثم شارك في حروب الردة، وقُتل في معركة اليمامة.